# Gomalia elma
Gomalia elma este o specie de fluture din familia Hesperiidae. Este întâlnită în Africa și unele părți din Asia.

## Descriere
Anvergura este de 26–31 mm pentru masculi și de 29–36 mm pentru femele.

## Răspândire
În Africa, Gomalia elma este întâlnită în regiunea Capului, statul Orange, Botswana, Zimbabwe, Mozambic și alte zone. În Asia, este întâlnită în Arabia Saudită, Sri Lanka, Baluchistan și India.

## Plante pentru hrănire

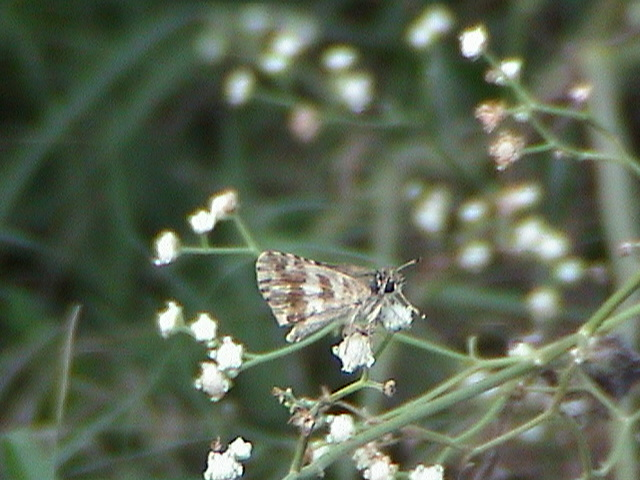
Gomalia elma

- Abutilon indicum[1]
- Abutilon sonneratianum[1]

## Subspecii
- Gomalia elma elma (Africa)
- Gomalia elma albofasciata Moore, 1879 (India, Ceylon)
- Gomalia elma levana Benyamini, 1990 (Israel și Iordania)